# Riviera di Chiaia
La Riviera di Chiaia è una strada di Napoli che corre da piazza della Vittoria a piazza della Repubblica, nel quartiere di Chiaia.
Il nome della strada, come quello del quartiere, deriva da platja, "spiaggia" in catalano, e risale alla dominazione aragonese.
Su questa via, la più antica del quartiere (a parte pochi edifici storici, l'urbanizzazione alle spalle della Riviera risale infatti alla fine del XIX secolo), si ergono molti palazzi nobiliari, fra cui la celebre Villa Pignatelli, sede del Museo Diego Aragona Pignatelli Cortés.
La strada fu aperta dal viceré Luis Francisco de la Cerda y Aragón duca di Medinaceli nel 1697, ma subì nei secoli successivi grandi cambiamenti. Originariamente si apriva sulla spiaggia del litorale di Napoli. Oggi invece costeggia il lato interno della Villa Comunale di Napoli (mentre la via che la costeggia dall'esterno, via Caracciolo, è stata creata su una colmata a mare durante il Risanamento della città).
La scrittrice Mary Shelley, che vi alloggiò all'inizio dell'Ottocento, la scelse come luogo di nascita di Victor Frankenstein, protagonista del suo più celebre romanzo, Frankenstein.

## Edifici d'interesse storico e architettonico

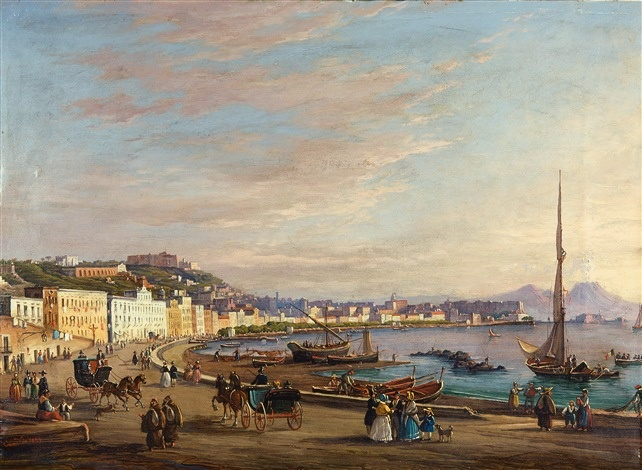
La riviera vista da Mergellina in un quadro ottocentesco di Salvatore Candido

Partendo da piazza Vittoria si incontrano i seguenti edifici storici:
- Palazzo Ravaschieri;
- Palazzo Caracciolo di San Teodoro;
- Palazzo Ischitella;
- Palazzo Cioffi;
- Palazzo Petagna di Trebisacce;
- Palazzo Pignatelli di Strongoli;
- Palazzo Ulloa di Lauria;
- Palazzo Ludolf (ingresso in via Bausan);
- Palazzo Ruffo della Scaletta;
- Villa Pignatelli;
- Palazzo Caravita di Sirignano;
- Palazzo Schioppa;
- Palazzo Riario Sforza-Zampaglione (ingresso in via Santa Maria in Portico);
- Palazzo Battiloro;
- Palazzo Bugnano;
- Chiesa di San Giuseppe a Chiaia;
- Palazzo Scuotto;
- Palazzo Guevara di Bovino;
- Palazzo Mirelli di Teora;
- Chiesa di Santa Maria della Neve in San Giuseppe;
- Palazzo Testa (Napoli);
- Palazzo Carigliata;
- Edificio della Torretta.